# Коранда, Вацлав

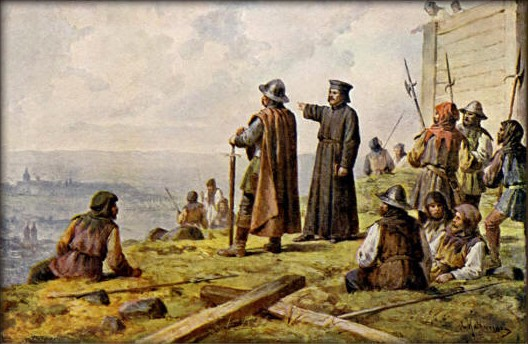
Ян Жижка с Вацлавом Корандой в 1420 году смотрят с Виткова холма на Прагу

Вацлав Коранда Старший (чеш. Václav Koranda starší; умер в 1453) — чешский священник и гуситский проповедник родом из Пльзеня, жил в XV веке. Считается одним из главных основателей таборитского учения и его самым красноречивым защитником.
В 1420 был взят в плен противником таборитов Ольдржихом II из Рожмберка и заточён в замке Пршибенице. В ноябре 1420 года Коранда с товарищами сумели освободиться из темницы, после чего помогли подошедшим войскам таборитов взять замок.
В 1437 ему было запрещено императором Сигизмундом проповедовать и выезжать из Табора, но Коранда не выдержал и ввязался в спор с Энеем Сильвием (впоследствии папа Пий II), когда тот проезжал через Табор, не раз проповедовал и в других местах.
Когда в 1452 Йиржи из Подебрад взял Табор, Коранда вместе с другим идеологом таборитов Микулашем из Пельгржимова был заключён в тюрьму, где и умер. Его сочинения не сохранились.